# Pachymorpha meruensis
Pachymorpha meruensis är en insektsart som beskrevs av Sjöstedt 1909. Pachymorpha meruensis ingår i släktet Pachymorpha och familjen Diapheromeridae. Inga underarter finns listade i Catalogue of Life.